# Nespresso

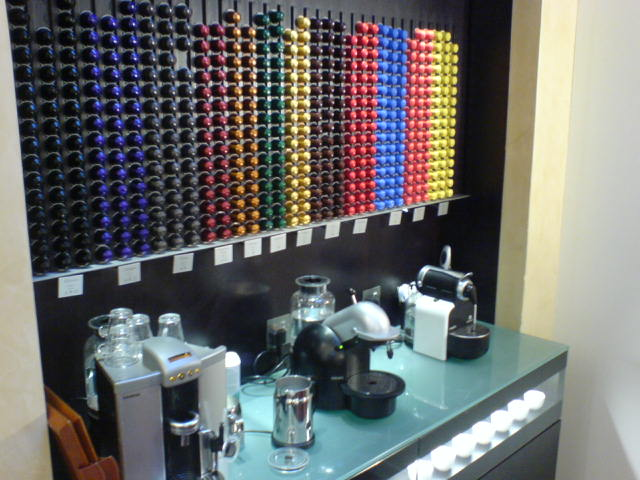
Interior d'una botiga de Nespresso a Londres.

Nespresso és la marca comercial de la companyia Nestlé Nespresso SA, pertanyent al Grup Nestlé i amb seu a Vevey, Suïssa. Els seus productes estan basats en un sistema de càpsules individuals que contenen cafè molt i màquines específiques que són capaces de produir el cafè a partir del contingut de la càpsula.
Nespresso té un model domèstic i un altre model especialitzat per a clients especials com oficines o hotels.

## Tecnologia

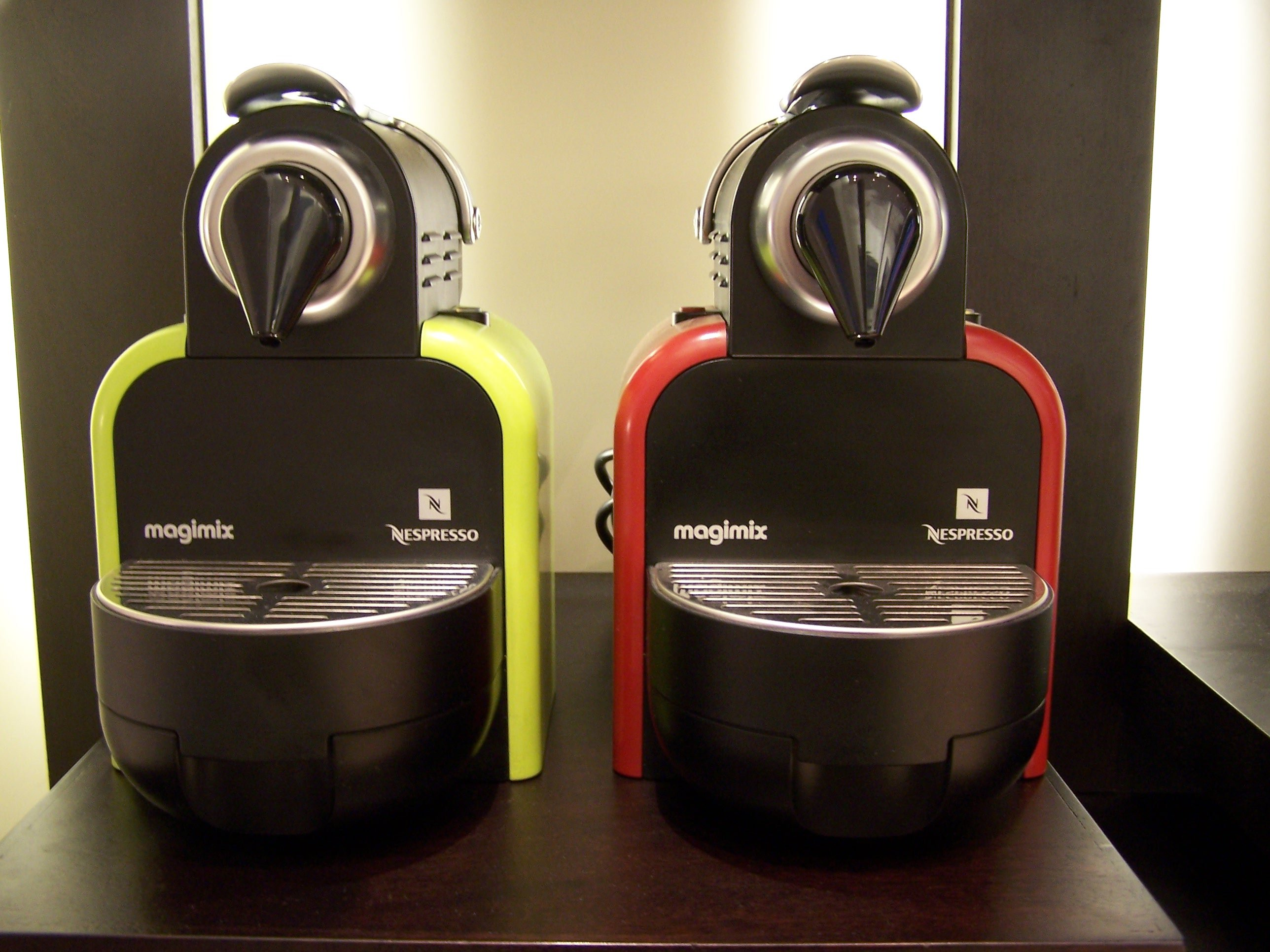
Dues cafeteres de Nespresso.

Les càpsules de Nespresso tenen forma cònica i estan fetes d'alumini, amb una capa d'un film plastificat que limita el contacte entre l'alumini i el cafè. Estan segellades hermèticament per tal d'evitar que es perdin les aromes del cafè i que es van perdent una vegada molt amb el contacte amb l'aire i la llum. Cada càpsula té diferents mescles depenent del model comercialitzat.
L'alumini de la punta del con de la càpsula i de la paret lateral és més gruixut que el de la tapa que és només una fina fulla. Quan la càpsula s'insereix dins la màquina i s'abaixa la palanca pressora, tres agulles en 120º perforen la punta del con per on s'injecta l'aigua calenta, mentre la fina fulla de la base del con és foradada per 25 punxons quadrats foradats, que dibuixen un quadrat (5x5), per on sortirà el cafè calent processat. Una vegada que s'activa, la cafetera comença a escalfar aigua que és enviada a la càpsula a una pressió de 19 bars, fent que el cafè surti pel broquet cap a la tassa. Les càpsules són, en general, monodosi.

## Reciclatge i càpsules compatibles

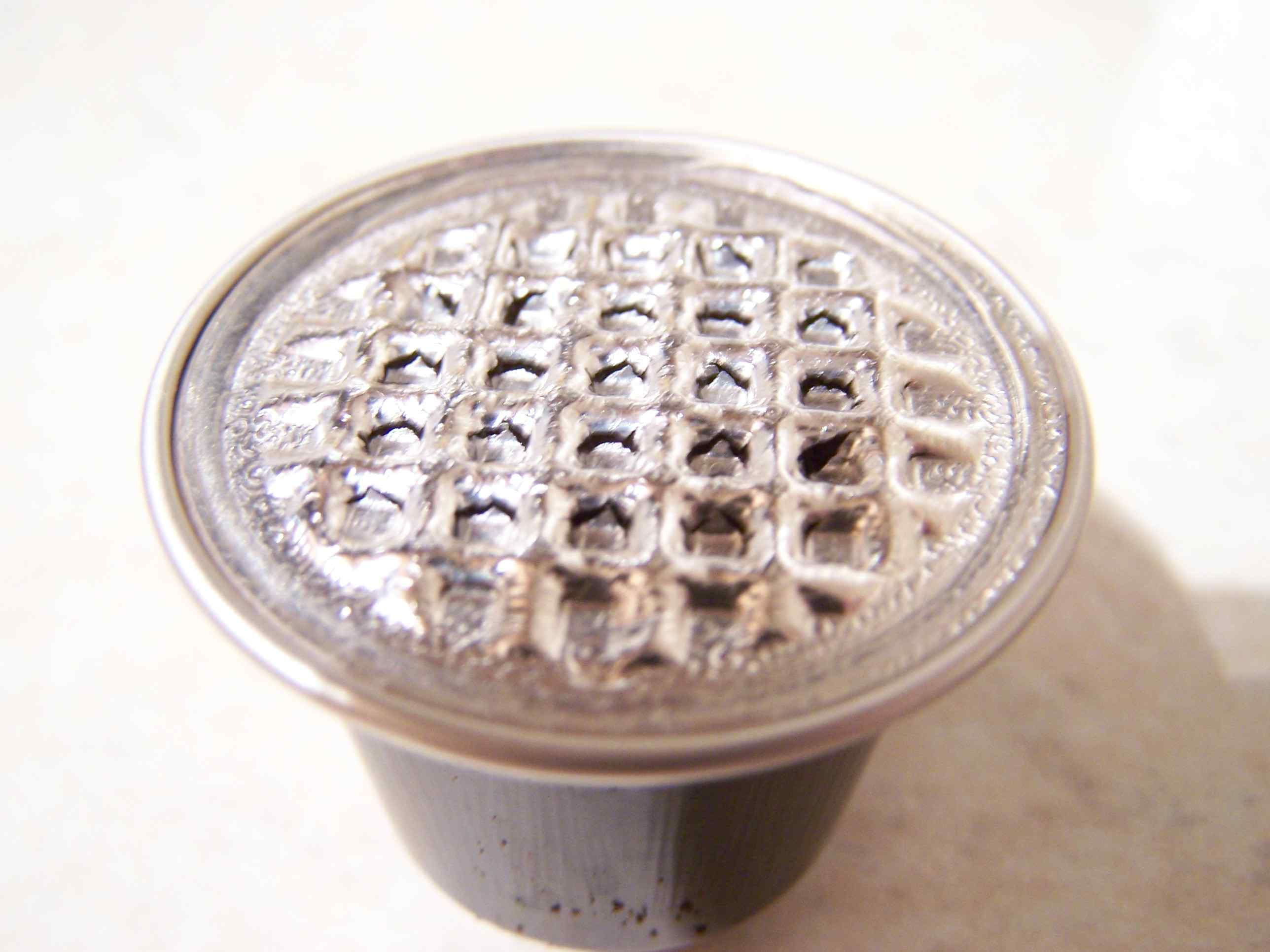
Càpsula de Nespresso utilitzada, mostrant els 25 forats en la fina base pels quals surt el cafè preparat.

L'empresa té programa de reciclatge amb el qual ofereix la capacitat de reciclar el 80 % de les càpsules produïdes a tot el món, i disposa de 14 000 punts de recollida de càpsules en 31 països.
Hi ha també càpsules compatibles amb el sistema Nespresso d'altres marques i càpsules recarregables per a les cafeteres Nespresso. El 2011 les càpsules de Marcilla es van llançar al mercat espanyol, amb distribució a gran escala en supermercats, fet que ha portat ambdues empreses als tribunals en mercats com França.
Les càpsules recarregables compatibles amb la tecnologia monodosi de Nespresso poden ser reutilitzades amb cafè diferent del comercialitzat per la marca; així mateix, es poden localitzar pàgines amb tutorials que expliquen com reomplir i reutilitzar les càpsules originals amb cafè diferent del de la marca.